# Dinastia hafside
Gli Hafsidi furono una dinastia berbera islamica che governò l'Ifriqiya (moderna Tunisia, con alcune parti dell'Algeria orientale e della Tripolitania) dal 1229 al 1574, impostasi poco prima del tracollo finale della dinastia berbera degli Almohadi, essendone stati in un primo tempo vassalli.

## Storia
Agli inizi del XIII secolo, il Maghreb era sotto il controllo della dinastia almohade. A seguito dello scoppio della rivolta nelle province orientali dell'impero almohade dei Banū Ghāniya, discendenti degli Almoravidi, il califfo almohade Muḥammad al-Nāṣir attaccò e riconquistò l'Ifrīqiya nel febbraio 1206, ripristinando l'autorità almohade su tutto il territorio. Prima di tornare nella capitale almohade Marrakesh, Muḥammad al-Nāṣir affidò l'amministrazione della provincia a uno dei suoi fidati luogotenenti, lo sceicco ʿAbd al-Wāḥid b. Abī Ḥafṣ ʿUmar al-Hintātī, dalla kunya del padre di quest'ultimo la dinastia hafside avrebbe tratto il suo nome.
Il nuovo governatore venne investito di poteri maggiori rispetto al passato: aveva il diritto di reclutare le truppe necessarie per mantenere la pace e di prepararsi per una possibile guerra, nominare i funzionari statali, i Qāḍī, ecc. Dopo la morte di ʿAbd al-Wāḥid b. Abī Ḥafṣ gli succedette il figlio Abū Zakariyyāʾ Yaḥyā nel 1229. 

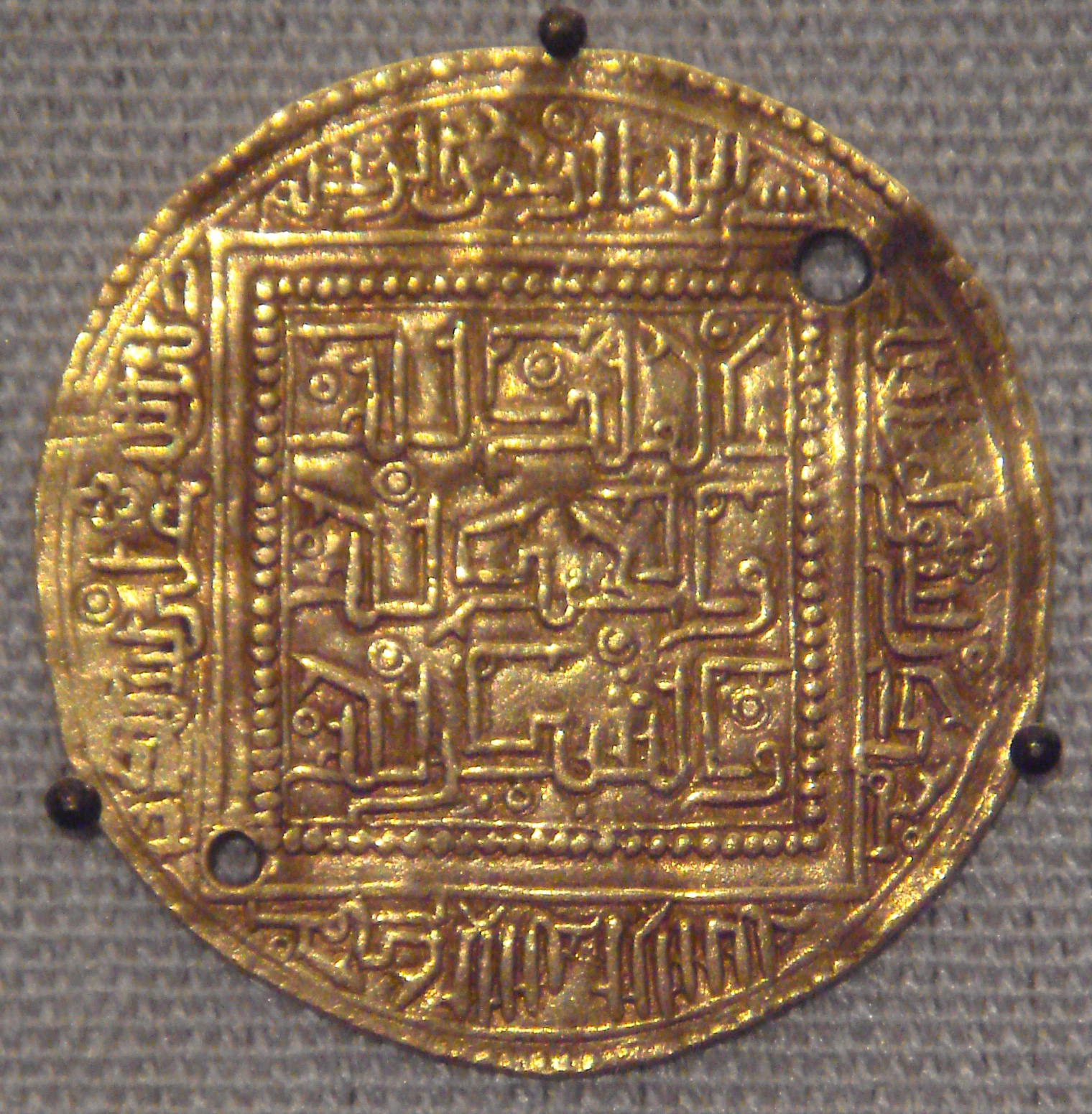
Moneta hafside coniata a Bijaya

L'abbandono nel 1229 da parte del califfo almohade Idrīs al-Maʾmūn della linea dottrinaria espressa da Ibn Tūmart e la conseguente rottura da parte dei berberi Hafsidi (che appartenevano al gruppo dei Banu Masmuda) con l'impero costituito dagli Almohadi indussero Abū Zakariyyāʾ Yaḥyā (1229-1249) a rivendicare per sé nel 1236 il titolo di amīr e a far pronunciare il proprio nome nella khuṭba dopo quello di Ibn Tūmart, rivendicando così in qualche modo il diritto alla dignità califfale che, tuttavia, fu esplicitamente reclamata dal figlio e successore Muḥammad I al-Mustanṣir solo nel 1253.
Abū Zakariyyāʾ Yaḥyā organizzò una sua propria amministrazione in Ifrīqiya, sia sotto il profilo economico, sia sotto un profilo politico, facendo di Tunisi il centro politico e culturale del suo dominio. 

Quasi contemporaneamente numerosi profughi di al-Andalus trovarono ospitale accoglienza nei suoi territori, apportandovi le loro ricchezze economiche e quelle del loro ingegno.

Il suo successore Muḥammad I al-Mustanṣir (1249-1277) assunse il pretenzioso titolo di "califfo".
Nel XIV secolo il dominio hafside incontrò varie difficoltà.
Pur sottomettendo i domini degli Zayyanidi di Tlemcen per un certo periodo, tra il 1347 e il 1357 lo Stato hafside fu conquistato due volte dai Merinidi la dinastia che governava il Maghreb al-Aqṣā (attuale Marocco). Costoro peraltro non furono in grado di assoggettare le tribù arabe del sud della Tunisia, tanto che gli Hafsidi riuscirono a riprendere il potere. Allo stesso tempo epidemie di peste causarono anche in Maghreb (come già avevano fatto in Europa) considerevoli morti e un sensibile decremento della popolazione, indebolendo conseguentemente il controllo efficace degli Hafsidi sui loro domini.
Sotto gli Hafsidi, la guerra di corsa contro gli Stati cristiani mediterranei si accrebbe nel medesimo secolo, in stretta connessione logica con le crescenti gravi difficoltà economiche della dinastia. Ciò avvenne in particolare sotto Abū Fāris ʿAbd al-ʿAzīz II (1394-1434), sotto il quale si spinsero fino ad assediare Malta. I profitti derivanti da questa peculiare attività, in cui anche la dinastia era direttamente coinvolta sotto il profilo organizzativo e della divisione degli utili, permisero un imponente programma di costruzioni che si rifletté in una sensibile ripresa della cultura e della committenza artistica.
Tuttavia la guerra di corsa provocò anche dure risposte militari da parte del regno di Aragona e di Venezia, che a più riprese attaccarono le cittadine costiere tunisine. Sotto ʿUthmān (1435-1488) gli Hafsidi raggiunsero il loro zenit, sia nell'organizzazione del traffico carovaniero attraverso il Sahara e con l'Egitto, sia nel commercio marittimo con le stesse Venezia e Aragona. I rapporti tra beduini e cittadini divennero sempre più conflittuali, tanto che per un breve periodo gli Hafsidi si ridussero di fatto a controllare le sole Tunisi e Costantina.
Nel XVI secolo gli Hafsidi risentirono negativamente del confronto fra la Spagna e l'Impero ottomano, che agiva per mezzo di suoi corsari lungo tutte le coste cosiddette "barbaresche". Istanbul conquistò infine Tunisi nel 1574 e depose la dinastia hafside, che era stata precedentemente obbligata ad accettare il dominio spagnolo per qualche tempo.

## Cronotassi

Stendardo dei territori sotto controllo hafside

- ʿAbd al-Wāḥid b. Abī Ḥafṣ ʿUmar al-Hintātī (1207-1216)
- Abū Muḥammad ʿAbd Allāh (1224-1228)
- Abū Zakariyyāʾ Yaḥyā (1228-1249)
- Muḥammad I al-Mustanṣir (1249-1277)
- Yaḥyā al-Wāthiq (1277-1279)
- Ibrāhīm I (1279-1283)
- Ibn Abī ʿUmāra (1283-1284) - signore della guerra arabo che usurpò il trono agli Hafsidi per un breve periodo grazie al sostegno di alcune tribù beduine. Venne sconfitto e messo a morte nel 1284.
- Abū Ḥafṣ ʿUmar I (1284-1295)
- Muḥammad II (1295-1309)
- Abū Yaḥyā Abū Bakr I al-Shahīd (1309)
- Abū al-Baqāʾ Khālid al-Nāṣir (1309-1311)
- Abū Yaḥyā Zakariyyāʾ al-Lihyānī (1311-1317)
- Abū Darba Muḥammad II al-Mustanṣir al-Lihyānī (1317-1318)
- Abū Bakr II (1318-1346)
- Abū Ḥafṣ ʿUmar II (1346-1349)
- Abū al-ʿAbbās Aḥmad I al-Faḍl al-Mutawakkil (1349)
- Iṣhāq II (1350-1369)
- Abu al-Baqa Khalid (1369-1371)
- Abū l-ʿAbbās Aḥmad II (1371-1394)
- Abū Fāris ʿAbd al-ʿAzīz II (1394-1434)
- Abū ʿAbd Allāh Muḥammad III al-Mustanṣir (1434-1436)
- ʿUthmān (1436-1488)
- Abu Zakariyya Yahya III (1488-1489)
- Abd al-Mu'min (hafside) (1489-1490)
- Abu Yahya Zakariyya II (1490-1494)
- Muḥammad V (1494–1526)
- al-Hasan ibn Muhammad (1526 – 1534) - (1539 - 1543)
- Aḥmad III Aḥmida (1543–1569)
- Mūlāy Muḥammad VI (1569-1574)